# Дріопа
Дріопа (грец. Δρυόπη) — дочка Дріопа, коханка Гермеса, від якого, за аркадською версією міфа, народила Пана.
За фессалійською версією, Дріопа — коханка Аполлона, мати Амфісса. Обривала квіти лотоса, за що гамадріада перетворила її на дерево.